# Madrasostes kazumai
Madrasostes kazumai is een keversoort uit de familie Hybosoridae. De wetenschappelijke naam van de soort is voor het eerst geldig gepubliceerd in 1990 door Ochi, Johki & Nakata.